# Istoria Suediei

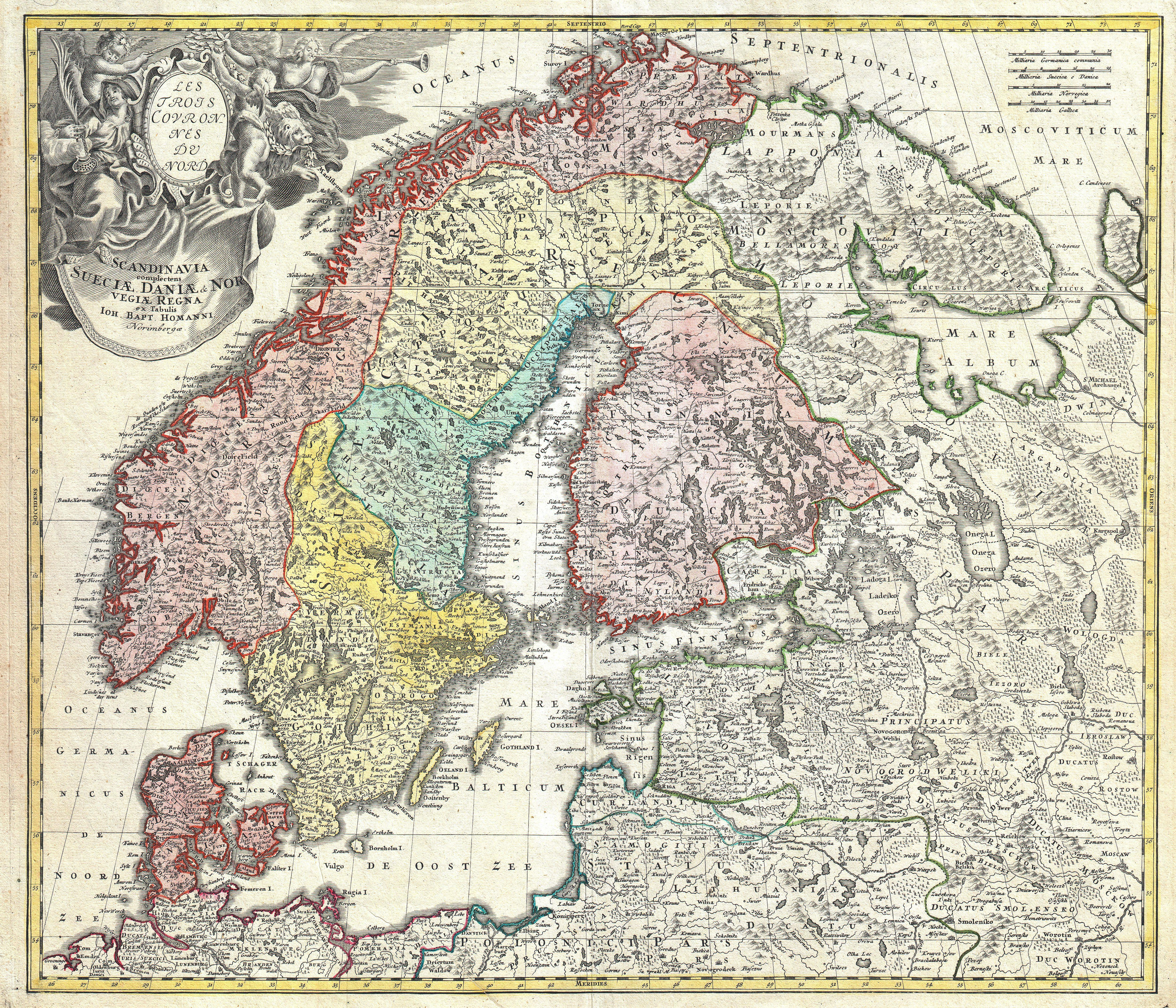
Hartă veche care ilustrează Suedia în perioada de apogeu a Imperiului Suedez (1648-1721). Harta Homann a Scandinaviei, Norvegiei, Suediei, Danemarcei, Finlandei, Estoniei și Livoniei, din 1730, de Johann Baptist Homann (1664–1724)

Istoria Suediei este descrierea trecutului Suediei, dar și a regiunii ocupate de acest stat, înainte de formarea lui în epoca medievală. Zona care în prezent cuprinde sudul țării a fost probabil populată începând cu ultima eră glaciară, din timpurile când gheața a încetat să mai ocupe toată suprafața uscatului. În mod convențional, însă, preistoria regiunii se începe cu așezarea oamenilor în Scandinavia odată cu retragerea definitivă a ghețarilor, aproximativ cu 13 000 de ani în urmă. Peninsula a fost colonizată inițial dinspre sud, de pe teritoriul actual al Danemarcei. Mai târziu procesul a decurs din mai multe direcții, teritoriul actual al Suediei ajungând să fie populat în întregime câteva mii de ani mai târziu. Mari schimbări s-au produs odată cu extinderea în zonă a culturii neolitice a vaselor cu pâlnie (cca 4200 a.Chr.), dar și cu trecerea la epoca bronzului și ulterior la epoca fierului.
Numele de Svearike (Swēorice) și svitjod ("sveafolket") apar pentru prima dată în poemul anglosaxon Beowulf (într-o versiune scrisă din sec. XI) și se presupune că erau folosite referitor la o formațiune statală de dimensiuni necunoscute cu centrul în Gamla Uppsala. Aceasta era condusă de svear, un grup de triburi menționat, probabil, pentru prima dată în scris de istoricul roman Tacit, cu numele de ”svioni”.

## Teritoriu

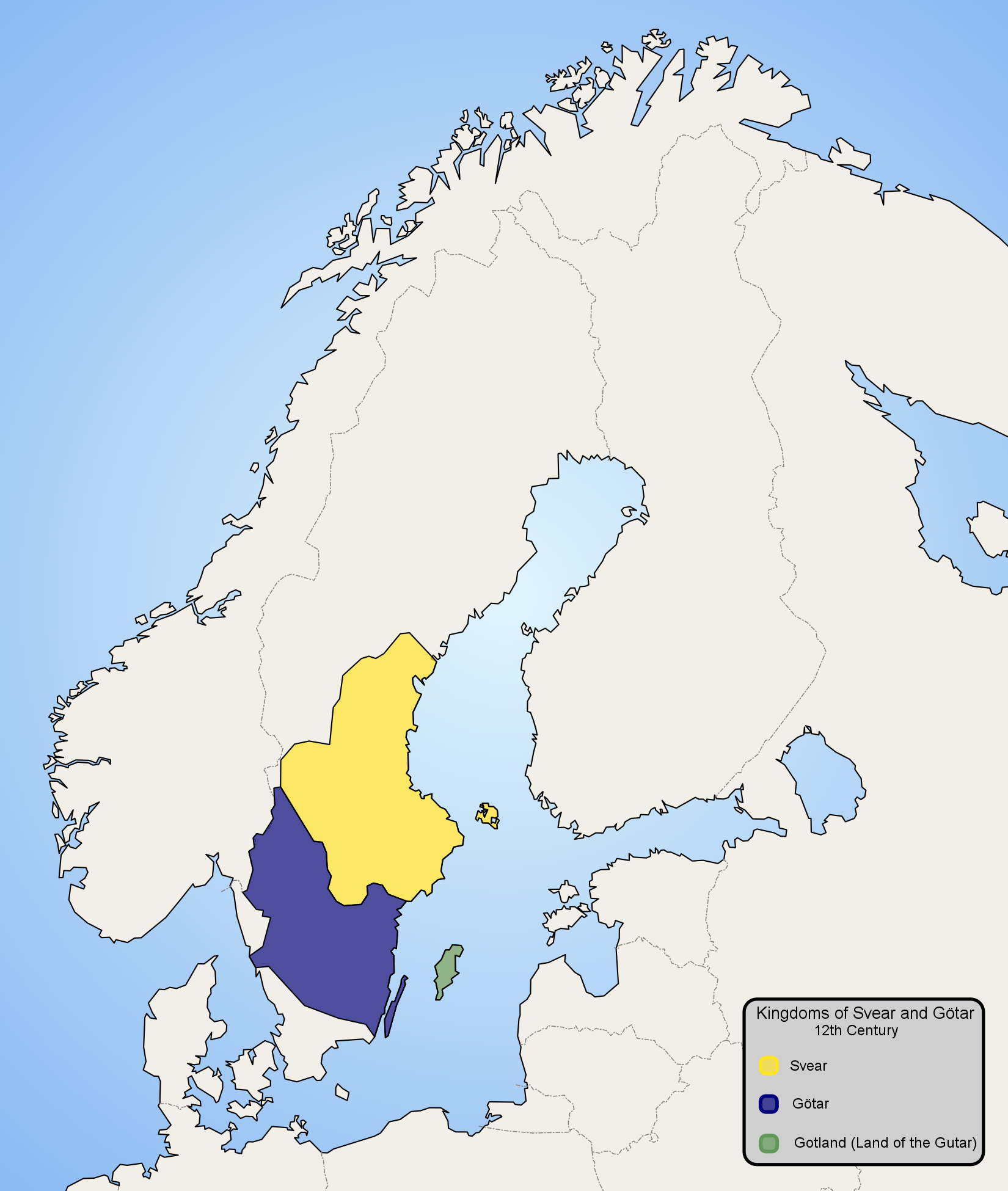
Suedia în secolul XII, înainte de încorporarea Finlandei în sec. XIII.     Gutar     Svear     Götar
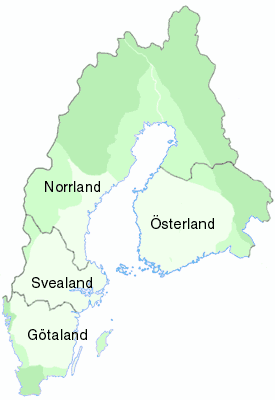
Regiunile istorice ale Suediei (delimitate de frontiere negre). Fazele diferite ale expansiunii au culori diferite. Cele mai deschise arată extinderea aproximativă a Suediei în sec. XIII și începutul sec. XIV. Granița cu Finlanda din prezent are culoarea albă.

Cu puțin timp înainte de și în timpul evului mediu timpuriu pământurile din Mälardalen (Svealand) și din jurul lacului Vättern (Götaland) erau unite de obicei sub un singur rege, dar istoricii suedezi de astăzi consideră că Suedia nu a ajuns să fie o formațiune statală stabilă decât în sec. XIII. Pe parcursul evului mediu timpuriu Suedia era constituită din mai multe zone interconectate care în sec. XI au dezvoltat o organizație militară comună (ledung), după model danez.
Colonizarea suedeză a coastei Finlandei a început cel târziu în anii 1250, iar după pacea cu Novgorod din 1323 Karelia vestică aparținea Suediei. Oamenii din Österland cu drept de vot au participat la alegerea regilor suedezi din 1362. Tribul gutar a fost deja înainte de evul mediu într-o federație cu svear, iar pe o perioadă scurtă din secolul XIV s-au supus direct regelui suedez. Această situație a continuat până în 1361, atunci când insula Gotland, acolo unde trăiau, a fost anexată de Danemarca (în componența căreia va rămâne timp de trei secole). Din 1331 regiunea Hälsingland (inclusiv Medelpad și Ångermanland) au acceptat taxele regelui. Vorbitorii de suedeză au început să colonizeze zonele de coastă din nordul Norrland-ului în sec. XIV, iar Lappland-ul - în sec. XVII. Rusia a contestat dreptul asupra teritoriului de la nord de Bjuröklubb în actualul Skellefteå până în anii 1490.
Pe parcursul sec. XV Suedia a intrat în componența Uniunii de la Kalmar, chiar dacă uneori țara a avut un rege propriu sau un regent. A reușit să iasă definitiv din uniune în prima jumătate a sec. XVI.
Suedia și-a extins granițele în perioada imperiului din sec. XVII. Multe din teritoriile cucerite au fost însă eventual pierdute în secolul următor, cum ar fi Kexholms län, Ingermanland, Estonia și Livonia în favoarea rușilor, Bremen-Verden în favoarea Hanovrei. Mai mult ca atât, suedezii au cedat rușilor și Viborgs län, care a aparținut Suediei începând din epoca medievală. Pe de altă parte, începând cu mijlocul sec. XVII au intrat în componența regatului Jämtland și Härjedalen, împreună cu Gotland, Skåne, Blekinge, Halland și Bohuslän.
La începutul sec. XIX Rusia a anexat Finlanda și Åland, Suedia pierzând toate teritoriile din afara peninsulei Scandinaviei. În 1814 Norvegia a fost forțată să intre într-o uniune personală cu Suedia, dizolvată în 1905. Din 1815 până în prezent Suedia a avut parte de pace promovând o politică externă neutră, atât pe timp de pace, cât și pe timp de război.

## Preistorie

Așezări din timpul paleoliticului.
Culturile arheologice (verde deschis) în neolitic, vânători-culegători (verde închis).
Așezări din epoca bronzului.
Așezări permanente din epoca târzie a fierului.
Așezări permanente din evul mediu târziu.

Lacul Ancylus cca 7500 a.Chr. Ultimele rămășițe ale ghețarilor sunt reprezentate cu alb.

Preistoria Suediei a început atunci când primii oameni au sosit în regiune în jurul anilor 12.000 a.Chr. și s-a terminat după epoca vikingilor în jurul anului 1050 p.Chr. Probele arheologice dovedesc că teritoriul actualei Suedii era locuit în Epoca pietrei, odată cu retragerea gheții ultimei glaciațiuni din interiorul peninsulei. Primii locuitori se presupune că au fost vânători-culegători, trăind în primul rând din ceea ce Marea Baltică le putea oferi. Există probe care susțin teoria conform căreia sudul Suediei a fost dens populat în timpul Epocii bronzului, pentru că au fost descoperite rămășițe ale unor comunități bazate pe comerț.
În secolul al VIII-lea Suedia era un stat puternic și unitar. În secolul al XI-lea Knut cel Mare cucerește o parte a ei, inclusiv  Sigtuna, capitala din vechime a Suediei. În secolul IX și secolul X, cultura vikingă a înflorit în Suedia. Comerțul, atacurile și colonizarea se făceau în această perioadă către est, spre Statele Baltice, Rusia și Marea Neagră.

### Epoca de piatră

#### Paleolitic (13.000 - 10.000 a.Chr.)
Paleoliticul din Suedia s-a dezvoltat în timpul glaciației Weichsel, atunci când uscatul era complet sau parțial acoperit de gheață și chiar dacă este probabil că înainte de aceasta oamenii au pătruns în sudul Suediei în perioadele când gheața s-a retras temporar, acest lucru încă nu a fost demonstrat. Așezările primilor oameni a căror prezență a fost dovedită se aflau în apropiere de Malmö și datează din timpurile când ghețarii au început să se topească (cca 12.000 a.Chr.). Se presupune că aceștia aparțineau culturii Bromme și au migrat din acele regiuni ale Europei care nu erau acoperite de gheață. Urme ale activității umane datate din paleoliticul târziu s-au conservat în special în Skåne. Printre animalele răspândite atunci se numără renul, lupul, iepurele și alte specii care au dispărut înainte de începutul mezoliticului din cauza schimbărilor climatice și vânătorii intensive, cum ar fi mamutul, rinocerul lânos și cerbul uriaș. Modul de viață al oamenilor s-a schimbat profund în mezolitic în urma dispariției acestor specii deoarece ele erau importante pentru culturile paleolitice.

#### Mezolitic (10.000 - 4.000 a.Chr.)
În timpul mezoliticului locuitorii Suediei au fost nevoiți să recurgă la vânatul mamiferelor mici și la pescuit, deoarece animalele mari de o importanță deosebită pentru alimentația lor în timpul paleoliticului au dispărut complet. Porțiuni întinse ale Suediei erau acoperite de gheață sau apă și doar zonele de peste 75 m altitudine se aflau deasupra nivelului apei. Resursele marine aveau o importanță mare pentru culturile mezolitice din cauza întinderii mării și a dispariției animalelor de tundră. Lacuri precum Vänern și Vättern sunt acumulări de apă similare Marilor Lacuri din America de Nord, formate în urma topirii ghețarilor și creării eskerelor.
Din această perioadă sunt datate cele mai vechi urme ale unor așezări din Norrland: Aarevaara și Kangos în comuna Pajala, și Dumpokjauratj în comuna Arjeplog (9.000 - 10.000 a.Chr.). Se pare că acestea au fost folosite de vânătorii de reni care trăiau la marginea ultimelor rămășițe ale ghețarilor continentali și se presupune că au venit acolo din nord.

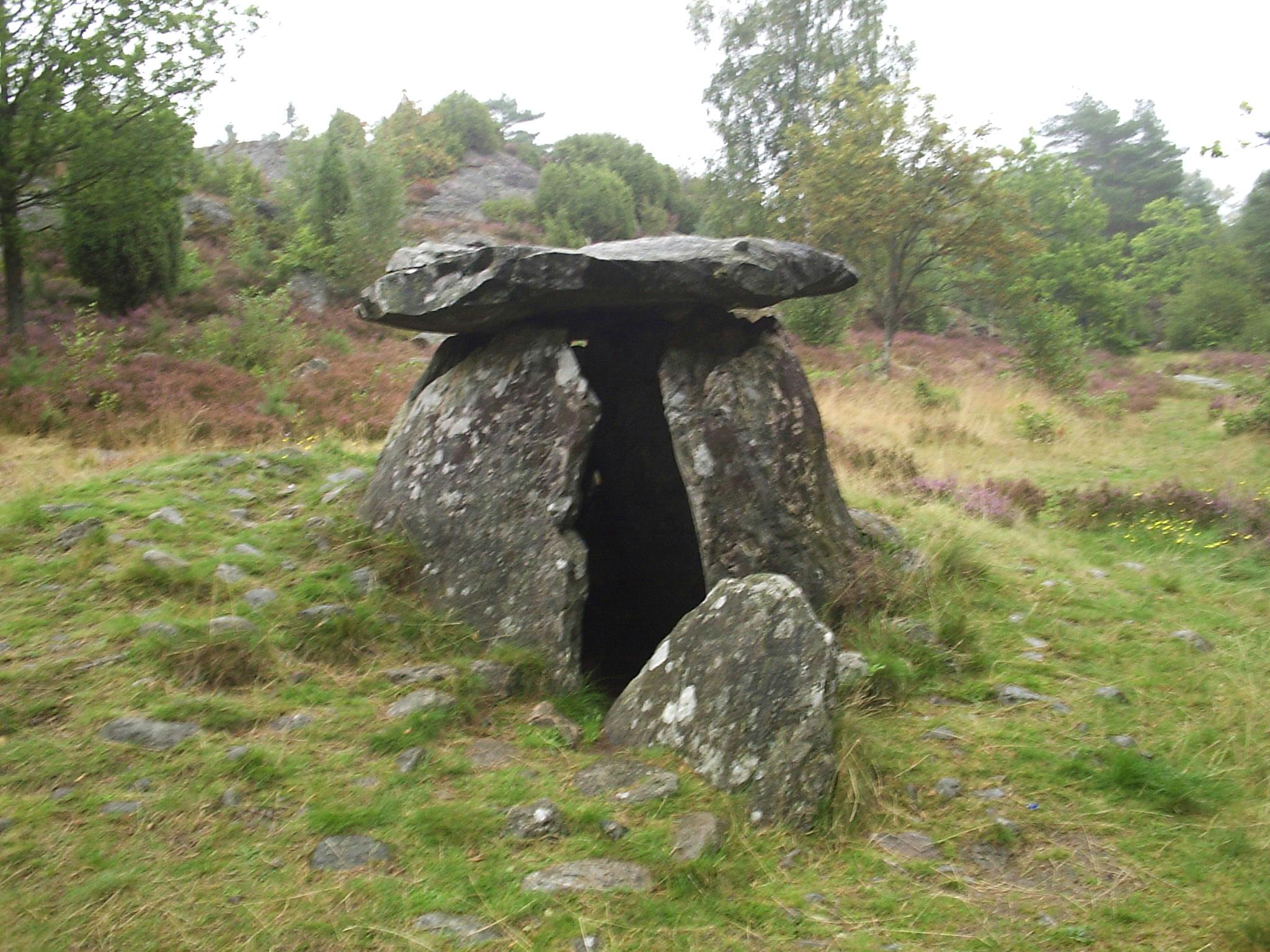
Dolmenul Haga de pe insula Orust reprezintă unul din mai multe dolmene similare descoperite în Suedia.

#### Neolitic (4.000 - 1.700 a.Chr.)

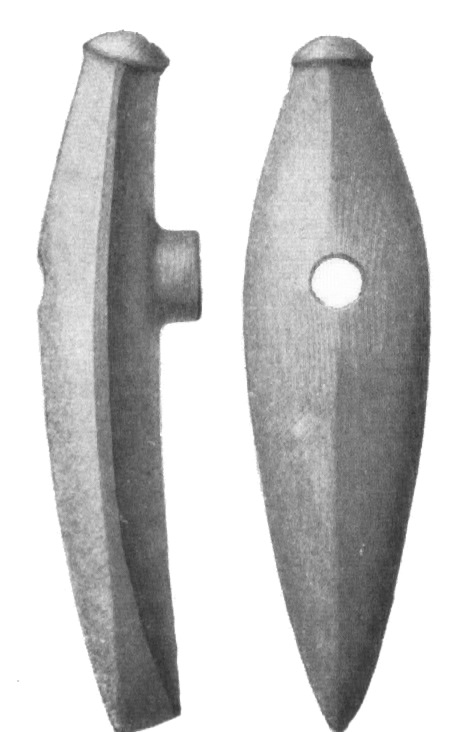
Topor de luptă din Närke.

La începutul neoliticului în sudul Suediei a pătruns un nou grup de oameni, purtătorii așa-numitei culturi a vaselor cu pâlnie. Ocupația principală a acestora era agricultura, în special cultura cerealelor și creșterea animalelor. Acest grup își are originea în Anatolia, pe teritoriul actual al Turciei și Siriei. Se presupune că în urma creșterii nivelului apei în Marea Neagră și inundării unor mari porțiuni din litoralul acesteia locuitorii de acolo au migrat spre sudul Europei, de unde s-au răspândit mai departe în toată Europa și Suedia. Studiile genetice arată că populația de vânători (prezentă în Europa de 40.000 de ani) nu a primit ADN de la populația de agricultori nou-venită, dar aceștia din urmă au împrumutat ADN de la populația de vânători, dar și de la un al treilea grup de oameni care a pătruns în Europa dinspre Siberia cam în același timp. Cultura mai veche de vânători-culegători a existat alături de agricultori încă aproximativ 1000 de ani în Suedia, după care a dispărut (cu excepția zonei muntoase a Norrlandului). În linii mari populația de agricultori din Suedia a moștenit ADN de la vânătorii băștinași ai Europei și de la agricultorii imigranți în proporții egale.
Un nou val de vânători nomazi a ajuns în Europa la răscrucea mileniilor IV-III a.Chr. Ei erau păstori veniți de pe teritoriul actual al Rusiei. După aceștia nu au mai avut loc migrații substanțiale spre Europa până în prezent. Nomazii pastorali veniți din est au adus cu ei cultura Iamnaia (specializată în creșterea oilor și producerea lânii), noi zei și o altă concepție asupra proprietății private și a moștenirii. Aceștia au fost la originea apariției culturii topoarelor de luptă din sudul Suediei și Norvegiei, un preludiu la schimbările dramatice care urmau să aibă loc în timpul epocii bronzului.
În mod tradițional neoliticul este împărțit în trei perioade: neoliticul timpuriu, mijlociu și târziu. Pe parcursul neoliticului timpuriu (3950 a.Chr. - 3300 a.Chr.) s-a produs tranziția în cadrul populației locale de la vânători-culegători la țărani agricultori. În societate au apărut noi structuri sau cele existente au primit noi înțelesuri, cum ar fi teritoriile tribale. Neoliticul mijlociu este considerat de obicei perioada când s-a raspândit cultura ceramicii perforate (3300 a.Chr. - 2350 a.Chr.). El este divizat în două subperioade. În prima parte a existat cultura vaselor cu pâlnie, care a originat în neoliticul timpuriu. A doua subperioadă a decurs în paralel cu cultura topoarelor de luptă. Cultura ceramicii perforate a fost răspândită în această perioadă în special pe insula Gotland, dar unele elemente au pătruns și pe coasta de est a Suediei. Purtătorii acesteia își dobândeau hrana din agricultură și resursele mării. Faza finală a neoliticului târziu, care începe în jurul anilor 2300 a.Chr., mai este numită uneori epoca cuprului (sau calcolitic/eneolitic) deoarece au început să fie importate în număr limitat obiecte din cupru. Întrucât în nordul Europei perioada se aseamănă cultural cu restul epocii de piatră calcoliticul este inclus în neoliticul târziu, în timp ce în arheologia sud-europeană acesta constituie o perioadă aparte. Ierarhiile sociale devin, însă, din ce în ce mai pronunțate în materialul arheologic, un lucru care poate fi observat printre altele prin prezența în aceleași comunități a caselor mici și mari.
În neolitic s-au ridicat un șir de monumente megalitice, precum dolmene, ciste și morminte cu coridor.
Cele mai vechi schiuri, Kalvträskskidan, au fost descoperite în satul Kalvträsk la sud-vest de Skellefteå în Västerbotten și sunt datate aproximativ din 3200 a.Chr.

### Epoca bronzului

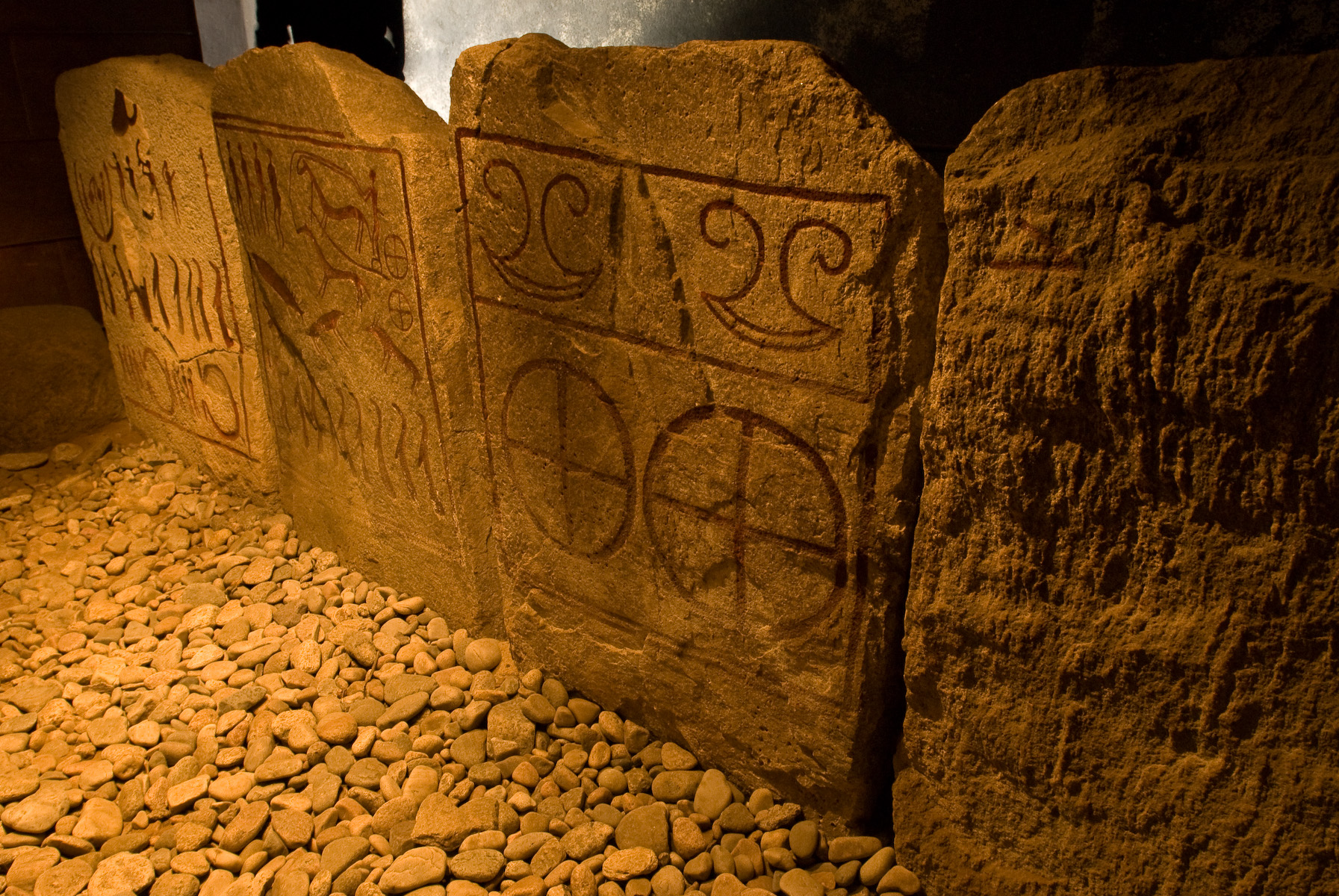
Petroglife din mormântul de la Kivik, o înmormântare din epoca bronzului.

Pe parcursul epocii bronzului a crescut marcant volumul comerțului internațional, ceea ce posibil că a fost datorită domesticirii cailor. Aceasta ar fi rezultat în aducerea cositorului pe teritoriul Suediei din așa regiuni precum Anglia. În aliaj cu cuprul, cositorul formează bronzul, materia primă pentru diferite unelte și arme.

#### Bronzul timpuriu (1.700 - 1.100 a.Chr.)
La începutul bronzului timpuriu în Suedia a ajuns așa-numita cultură a mormintelor tumulare (germană: Hügelgräberkultur), în cadrul căreia oamenii erau înmormântați în tumuli masivi (în Skåne și Småland) și sub mormane de pietre (suedeză: gravröse, engleză: cairn). Această cultură a adus cu sine căruțele trase de cai și carele de luptă. Armele de bronz și comerțul au transformat căpeteniile acestor populații în oameni cu puteri extinse, mormintele lor tumulare fiind dovezi în acest sens, de exemplu mormântul princiar de la Kivik. În Suedia se importau în special metale și sare, iar produsul principal de export era chihlimbarul. Pe lângă cai o importanță deosebită o aveau corăbiile, ceea ce putem deduce din diferite petroglife datate din acea perioadă și alte forme de artă similare.

#### Bronzul târziu (1.100 - 500 a.Chr.)
Pe parcursul bronzului târziu în bazinul Mediteranei au început să se petreacă fluctuații de putere, grecii printre altele echipându-și soldații cu arme de fier în locul celor de bronz. Pe de altă parte romanii își dotau ofițerii cu arme de bronz, însă nu și soldații simpli. Aceasta a dus la schimbarea centrelor de putere, și implicit la întreruperea sau deteriorarea legăturilor comerciale. Cultura câmpurilor de urne a ajuns în Europa Centrală. Pe teritoriul actual al Suediei a dăinuit epoca bronzului și tumuli masivi au continuat să fie ridicați în Skåne și Småland. După o serie de schimbări climatice care au avut loc între 850 a.Chr. și 500 a.Chr. clima a devenit mai rece și mai umedă, asemănătoare cu cea din prezent. Epoca bronzului a luat sfârșit și în Suedia, iar odată cu înlocuirea bronzului de către fier a încetat și ridicarea de tumuli. Din această perioadă pădurile de conifere au început să domine în Norrland, iar agricultura și prelucrarea metalelor au ajuns și ele în regiune. Producerea bronzului se făcea cu ajutorul unui tip finlandez de ceramică cu azbest pe care unii cercetători îl asociază cu o cultură presami. 

### Epoca fierului

Densitatea monumentelor arheologice oferă un indiciu privind densitatea populației din trecut. În Mälardalen și Bohuslän se găsește cel mai mare nr. de descoperiri arheologice per km².

În timpul epocii fierului era posibilă extragerea locală a metalelor, ceea ce înseamnă că uneltele de fier (spre deosebire de obiectele din bronz de mai devreme) nu aparțineau exclusiv elitelor. La începutul perioadei s-au reliefat noi structuri sociale. Oamenii nu mai erau înmormântați în tumuli, ci în urne funerare, probabil din cauză că puterea căpeteniilor a scăzut. În prima parte a epocii fierului era aproximativ la fel de rece ca în prezent, ceea ce a dus la sărăcie și emigrări. Cele mai vechi izvoare scrise care au supraviețuit despre Suedia datează din epoca fierului. Datorită acestora avem o mai bună imagine despre epoca fierului în această regiune comparativ cu epocile precedente. Epoca fierului se împarte în epoca timpurie a fierului (care la rândul său este divizată într-o perioadă preromană și una romană) și epoca târzie a fierului (epoca marilor migrații, epoca Vendel și epoca vikingilor).

#### Epoca preromană a fierului (500 - 1 a.Chr.)
Mai multe lucruri indică o izolare relativă a Suediei față de restul lumii în această perioadă, ceea ce s-a schimbat treptat spre sfârșitul acesteia, atunci când își au originea mai multe obiecte din aur descoperite în urma săpăturilor arheologice, deci o dovadă că vechile legături comerciale cu continentul european au fost reluate. Cele mai obișnuite modele de construcții erau casele izolate. Puține descoperiri de ceramică datează din această perioadă, iar dacă totuși este prezentă atunci ea reprezintă același tip de ceramică utilizat în epoca bronzului, cu excepția faptului că vasele erau mai fine. Spre sfârșitul perioadei tendința a înclinat înspre ceramică mai groasă și fațetată. Principala schimbare care a intervenit după epoca bronzului a fost trecerea la arderea ceramicii în gropi, ceea ce dădea vaselor o culoare gri-neagră.
Spre sfârșitul perioadei a început să capete formă și cultura sami. O protolimbă sami s-a dezvoltat în paralel, având probabil la bază o protolimbă fino-sami, care la rândul ei face parte din familia de limbi fino-ugrice. Limba veche sami s-a divizat de atunci în mai multe limbi diferite.
În anul 0 Suedia avea în jur la 200.000 de locuitori.

#### Epoca romană a fierului (1 - 375 p.Chr.)
Expansiunea Imperiului Roman și răspândirea triburilor germane au dus la întețirea simțitoare a contactelor în primele secole de după Hristos. Romanii au organizat mai multe expediții spre nord și în lucrarea sa din 98 p.Chr., Germania, Tacit îi descrie pe svioni, pe care cercetătorii îi asociază cu tribul svear. Tacit povestește despre corăbiile svionilor și despre faptul că oamenii de rând nu aveau dreptul să poarte arme pe timp de pace. Cea mai veche barcă descoperită în Suedia este barca din Björke, o pirogă datată din 100-200 p.Chr. (datări ulterioare cu C14 au plasat-o însă mai târziu, la circa 400 p.Chr.). 
Mai multe elemente culturale au ajuns în Suedia în acest timp, de exemplu unelte și agricultură mai performante și nu în ultimul rând alfabetul runic vechi din 24 de caractere (futhark), care cel mai probabil s-a dezvoltat pe baza alfabetelor din regiunea Mediteranei estice. Multe dintre cele mai vechi scrieri runice au fost descoperite în Scandinavia, inclusiv cel mai vechi futhark din lume găsit pe Piatra Kylver de pe insula Gotland. 

#### Epoca marilor migrații (375 - 550)
Epoca marilor migrații a început atunci când hunii au invadat regiuni întinse din Europa. Nu se cunoaște câți oamenii de pe teritoriul prezent al Suediei au fost implicați în învălmășeala care a urmat, dar putem deduce că au fost implicați într-o anumită măsură pe baza celor câteva obiecte din aur care aparțin acestei perioade și care au fost descoperite în regiuni cum ar fi de exemplu Götaland. Teritoriile actuale ale Suediei și Norvegiei au devenit și ele mai neliniștite, ceea ce a dus la emigrarea populației și la ridicarea mai multor fortificații pe vârfuri de deal. Un oraș negustoresc a fost înființat pe insula Helgö în Mälaren. La începutul anilor 500 s-au reluat anumite tradiții din epoca bronzului, cum ar fi ridicarea de tumuli masivi din Skåne, dar care acum s-a extins și asupra regiunilor Bohuslän, Västra Götaland, Svealand și Mellannorrland. Aceștia au fost interpretați drept posibile dovezi ale unor formațiuni statale mici care mai târziu s-au unit și au format împreună Suedia. Zonele cele mai bogate în monumente arheologice sunt Gamla Uppsala și micul regat Ranrike din Bohuslän.

#### Epoca Vendel (550 - 800)

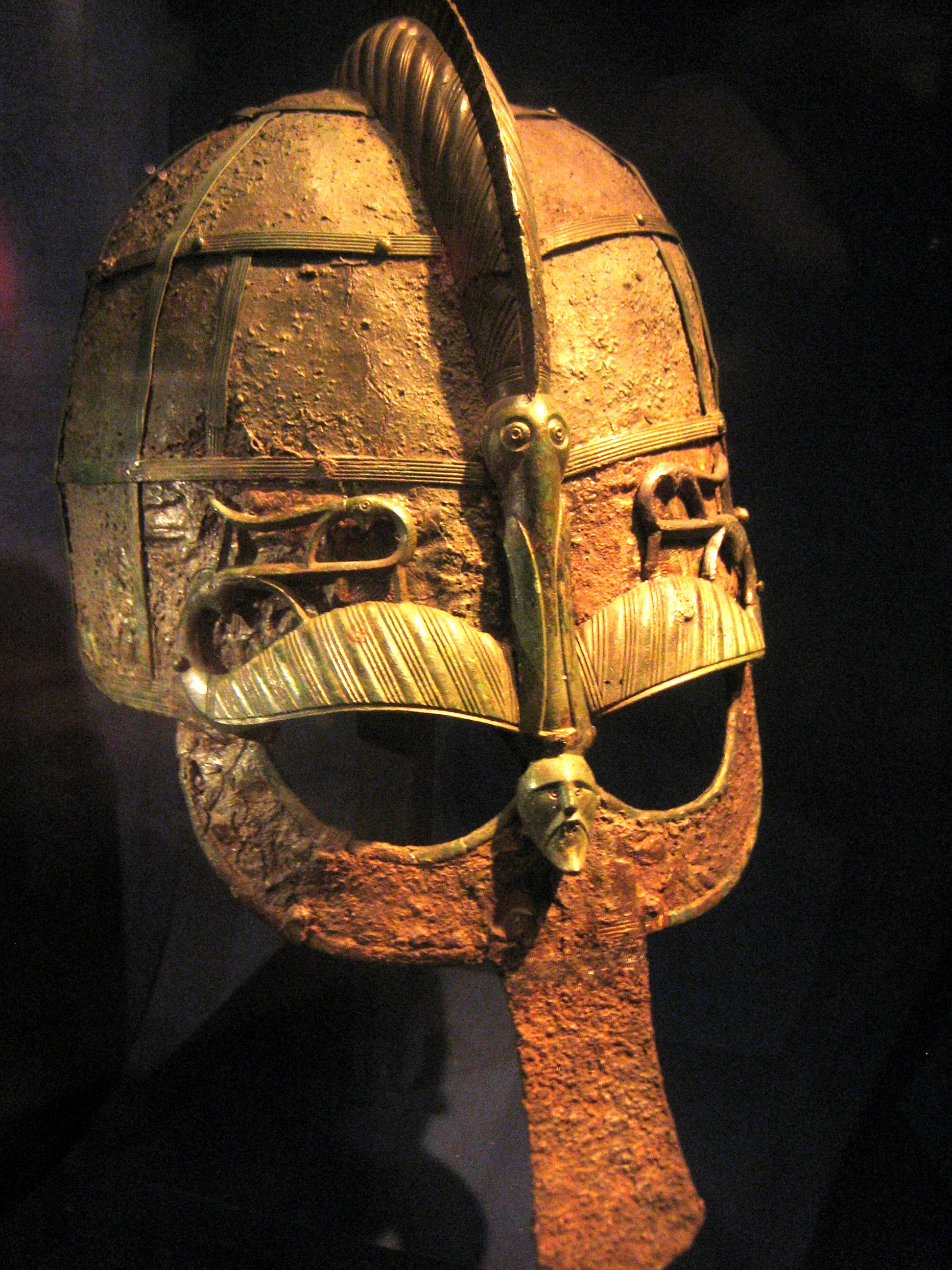
Coif din necropola cu bărci-morminte de la Vendel în Uppland.

Epoca Vendel și-a primit numele datorită descoperirilor bogate din necropola cu bărci-morminte de la Vendel, la nord de Uppsala. În această perioadă oamenii din regiunea Gamla Uppsala au acumulat averi considerabile, probabil din urma comerțului și mineritului. Corăbiile au căpătat o importanță din ce în ce mai mare, iar despre caii din Suedia epocii Vendel se spunea că erau deosebit de buni. Bărcile-morminte au devenit o formă de înmormântare tot mai frecventă, pe când mormintele tumulare erau din ce în ce mai rare. Asemenea mormintelor megalitice în formă de navă (suedeză: skeppssättning, care au apărut în epoca bronzului, dar au ajuns să fie mai răspândite în epoca Vendel și a vikingilor) bărcile-morminte arată importanța căilor maritime pentru societatea de atunci.
Limba proto-nordică sau proto-germanică de nord a fost o limbă vorbită în epocile romană târzie, a marilor migrații și Vendel (cca 150 - 800 p.Chr.). La sfârșitul acestei perioade (cca 600 - 800 p.Chr.) limba s-a schimbat foarte rapid și a apărut limba nordică veche. În același timp alfabetul runic din 24 de caractere a fost înlocuit de cel cu numai 16 caractere. Acest lucru s-a petrecut în toată Scandinavia, ceea ce vorbește despre o conlucrare strânsă între regi.
Denumirile suedeze de localități cu terminația în -hem, -land, -landa, -lösa și -löv își au originea în epoca marilor migrații sau în alte subdiviziuni ale epocii fierului.

#### Epoca vikingilor (800 - 1050)

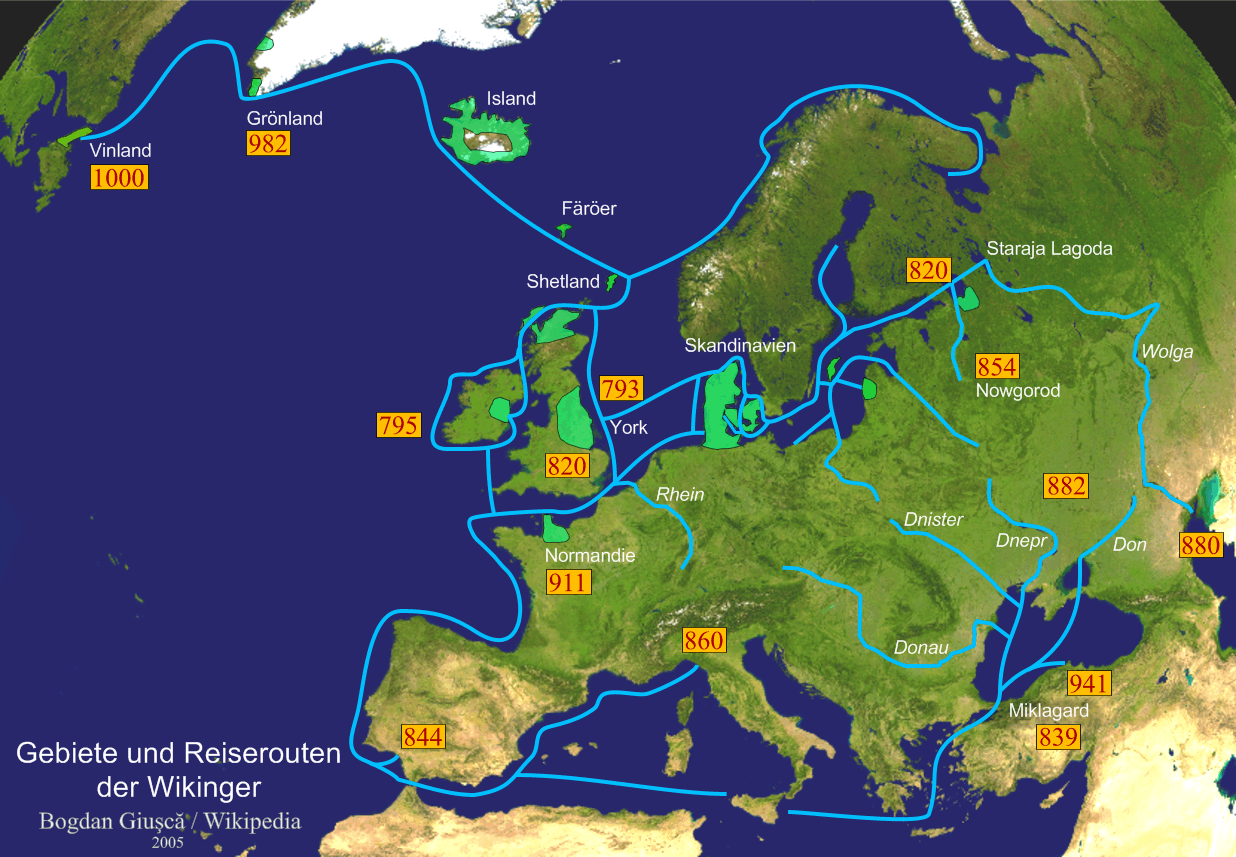
Călătoriile popoarelor nordice în anii 800-1000.

Nu există izvoare scrise autohtone din timpul vikingilor cu excepția scrierilor runice, sursele principale de informație despre teritoriul actual al Suediei fiind fie străine sau dintr-o perioadă mai târzie. Un volum mare de informație provine din biografia primului misionar creștin în Scandinavia, Ansgar (801-865), din cronicile străine despre expedițiile vikinge, povestirile epice nordice și britanice, cât și din cercetările arheologice actuale. 

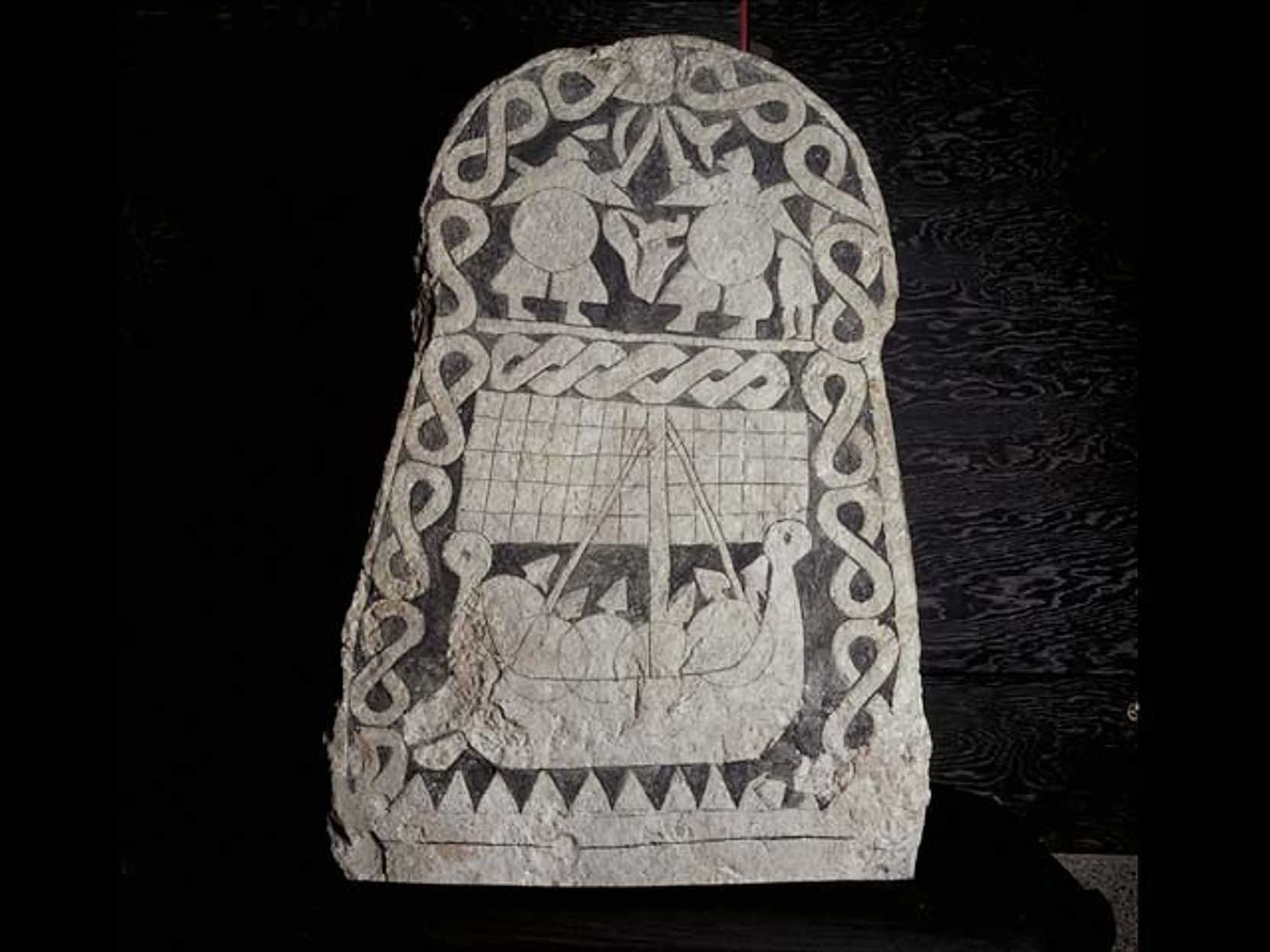
Piatră pictată (suedeză: bildsten) din epoca vikingilor, Gotland.

Scandinavii mai erau numiți normanzi sau varegi (de la väring din nordica veche), iar în particular vikingii din Svealand – rusii de către autorii europeni contemporani lor. Potrivit anumitor cercetători apelativul de rusii provine de la regiunea istorică (folkland) Rosland, în prezent Roslagen, și ar fi înrudit cu ruotsi din limba finlandeză și rootsi din estonă, ambii termeni desemnând în prezent Suedia. Spre deosebire de ceilalți normanzi, rusii călătoreau de obicei spre est. Ei au fost cei care au pus bazele Rusiei Kievene, au întemeiat dinastia Rurik care a domnit în Rusia până în anul 1598 și au fost recrutați ca războinici în Garda Varegă a împăratului bizantin. Expediția lui Ingvar a fost o expediție vikingă suedeză cu direcția spre est care s-a desfășurat în anii 1036-1041. Aceasta ar fi fost constituită din 3 000 de bărbați care au reușit să ajungă până la Marea Neagră și Marea Caspică, dar puțini dintre ei au supraviețuit. 
Inițial erau mai multe așezări și folkland-uri care împreună formau o formațiune statală (landskap). Puterea în acestea era deținută în parte de ting-uri, adunări ale oamenilor liberi din respectivele societăți cu funcție de guvernare, și parțial de aristocrația locală – ambele surse de putere funcționau ca instanțe de judecată. Având în vedere că Suedia nu s-a coagulat complet într-un stat unitar decât după trecerea la evul mediu, se poate afirma că istoria Suediei ca stat începe doar atunci. 
Un șir de regi legendari sunt menționați în povestirile epice ulterioare, dar se consideră că numai aceia din Svealand pomeniți în legătură cu misionarul Ansgar sunt confirmați de o sursă credibilă, așa cum este de exemplu Björn, cel care l-a invitat pe misionar la Birka. Puterea regelui pe atunci era foarte slabă și doar pe timp de război aceasta reprezenta ceva, printre atribuții fiind mobilizarea leidung-ului (o formă de conscripție apărută în secolul XI) și întreținerea Templului de la Uppsala pe vremea păgânismului. Inițial nu exista vreo guvernare regală centralizată. Regatul reprezenta de fapt doar o uniune de formațiuni autonome consfințită de persoana regelui. Fiecare din aceste formațiuni își rezolva singură problemele sub îndrumarea oamenilor legii (suedeză: lagmän) din partea locului. Pe măsură ce țăranii înstăriți au început să se afirme, averea lor crescând în urma expedițiilor vikinge, societatea a suferit o stratificare socială din ce în ce mai mare. Începând din secolul al XI-lea teritoriul a fost divizat administrativ în „districte” cu numele de härad și hundare. În Scandinavia, așezări vikinge de tipul târgurilor se găseau la Uppåkra (în Danemarca de azi), care mai târziu s-a mutat la Lund, la Köping pe insula Öland, la Birka și Gamla Uppsala în Svealand și la Paviken pe insula Gotland. Mai multe orașe vechi din Scandinavia au fost înființate la sfârșitul sec. al X-lea, de exemplu Lund, Sigtuna și Skara.  
Printre templele păgâne active în epoca vikingilor le putem enumera pe cele de la Uppåkra și Uppsala. Se consideră că religia, mai târziu denumită Asatro, nu era organizată, ci se baza pe un set comun de credințe și obiceiuri. Odin, zeul războiului și morții, se bucura de cea mai mare popularitate în categoriile sociale înstărite, pe când zeul tunetului, Thor, se pare că a fost cel mai popular printre oamenii mai săraci. De asemenea, se consideră că erau răspândite elemente din mitologia populară, cum ar fi credința în gnomi sau vættir-i. Misionarul Ansgar a întemeiat o parohie creștină la Birka în 829, construind acolo și o capelă, dar nicio urmă nu a mai rămas din această misiune până în 936. Creștinarea Suediei a început de timpuriu în provinciile Västergötland, Skåne și Jämtland. Un cimitir creștin înființat la sfârșitul sec. IX a fost descoperit la Varnhem, o localitate în care creștinismul a dăinuit și a beneficiat de cea mai veche biserică de piatră din Suedia, ridicată în anii 1040.  
Primul rege atestat de surse contemporane cu el este Erik Segersäll, posibil primul care a domnit atât deasupra la svear, cât și la götar. Domnia sa a durat din jurul anului 970 până în 995, atunci când a murit. În jurul lui 980 a înființat orașul Sigtuna. Dupå ce a decedat a urmat la tron fiul lui, Olof Skötkonung, un rege ales de ambele uniuni tribale. Conform izvoarelor scrise acesta a fost primul rege care s-a botezat, devenind astfel creștin. De asemenea, a bătut cele mai vechi monede suedeze cunoscute.  
Se consideră în prezent că Försaringen din Hälsingland este cel mai vechi izvor de drept nordic, datat de unii istorici în sec. X, iar de alții în evul mediu.  
La începutul epocii vikingilor limba nordică veche se divizează în trei variante: scandinavă occidentală, scandinavă orientală și gotlandeză veche. Limba scandinavă orientală poate fi studiată din limba runică suedeză și limba runică daneză, care spre sfârșitul epocii vikingilor au început să aibă unele diferențe.  
În jurul anului 1000, populația teritoriului actual al Suediei se ridica la aproximativ 400 000 locuitori.  

## Evul mediu

### Evul mediu timpuriu (1050 - 1250)
Perioada a început odată cu ascensiunea lui Emund cel Bătrân la tronul suedez, succesorul său, Stenkil, întemeind apoi dinastia Stenkil. După ce aceasta s-a stins, a urmat o luptă pentru putere între clanul lui Sverker și cel al lui Eric, care a durat până la dispariția celor două, puterea fiind preluată în final de Casa de Bjelbo. Probabil, până la acel moment, formațiunea statală suedeză nu a fost deosebit de stabilă, chiar dacă teritoriile regiunii Mälardalen (Svealand) și cele din jurul lacului Vättern (Götaland) erau controlate deseori de unul și același rege.
Västgötalagen, scrisă în jurul anului 1280, este cea mai veche lege medievală scandinavă păstrată până în prezent. Olaus Petri menționa în sec. XVI despre un fragment de lege, Hednalagen, acum dispărut, un exemplu de lege mai veche, probabil cu caracter mai local, din rândul celor care au existat înainte de instituirea legilor statale. Creștinarea Suediei a început în Götaland. Procesul de creștinare al svear-ilor s-a definitivat atunci când autoritățile din Uppsala s-au convertit la noua religie. Conform surselor, ultimul rege păgân a fost Sven Sacrificatorul (suedeză: Blot-Sven). Se consideră că templul de la Uppsala a fost ars și dărâmat în jurul anului 1087 din ordinul regelui Inge cel Bătrân, care a abolit ofrandele de animale în cinstea zeităților (suedeză: blot) și a ordonat ca toți svear-ii să se creștineze. În diferite părți ale țării, ting-urile au hotărât interzicerea cultului păgân, introducerea obiceiului, ritului și dreptului creștin, cât și construcția de biserici. Dacă anterior teritoriul țării se împărțea din punct de vedere administrativ în unități numite lagsaga și härad, de atunci încolo s-a mai adăugat și împărțirea în dieceze și socknar (după funcție, parohii). A fost introdusă zeciuiala, în același timp fiind ridicate mănăstiri. Au început să dispară treptat sclavii, regele Magnus al IV-lea interzicându-i definitiv în sec. XIV. 
Alfabetul latin a strămutat treptat scrisul runic și multe titluri de proprietate au început, astfel, să fie traduse. În același timp au fost introduse construcțiile din piatră. 
Hotarele dintre regiuni și cele față de alte țări s-au bazat la începutul perioadei pe cunoștințele păstrate în memoria colectivă, din generație în generație, dar cu timpul au fost mai bine fixate. Demarcațiile provinciilor arătau atunci la fel ca acum, Gästrikland și Dalsland constituind, însă, excepții, fiindcă nu reprezentau încă regiuni de sine stătătoare. În același timp, zonele de la nord de Hälsingland nu erau încă divizate, iar Småland era formată din mai multe subdiviziuni (suedeză: folkland) și nu reprezenta o regiune unitară. 
Au început să se reliefeze primele încercări de administrație regală, inclusiv sub forma unui sfat regal. În sec. XII, țăranii înstăriți s-au coagulat într-o clasă aristocratică de războinici. Ei foloseau țărani dependenți pentru a-și lucra pământurile, dar spre deosebire de multe alte state, aceștia din urmă nu au devenit niciodată iobagi. 
În timpul luptelor pentru tron, țăranii înstăriți au ajuns să joace rolul de aristocrație regală și au servit ca sfetnici ai regelui. 
Din 1225, limba suedeză veche și cea daneză veche s-au dezvoltat ca dialecte distincte ale limbii scandinave orientale în manuscrise. 

### Epoca Folkung (1250 - 1389)

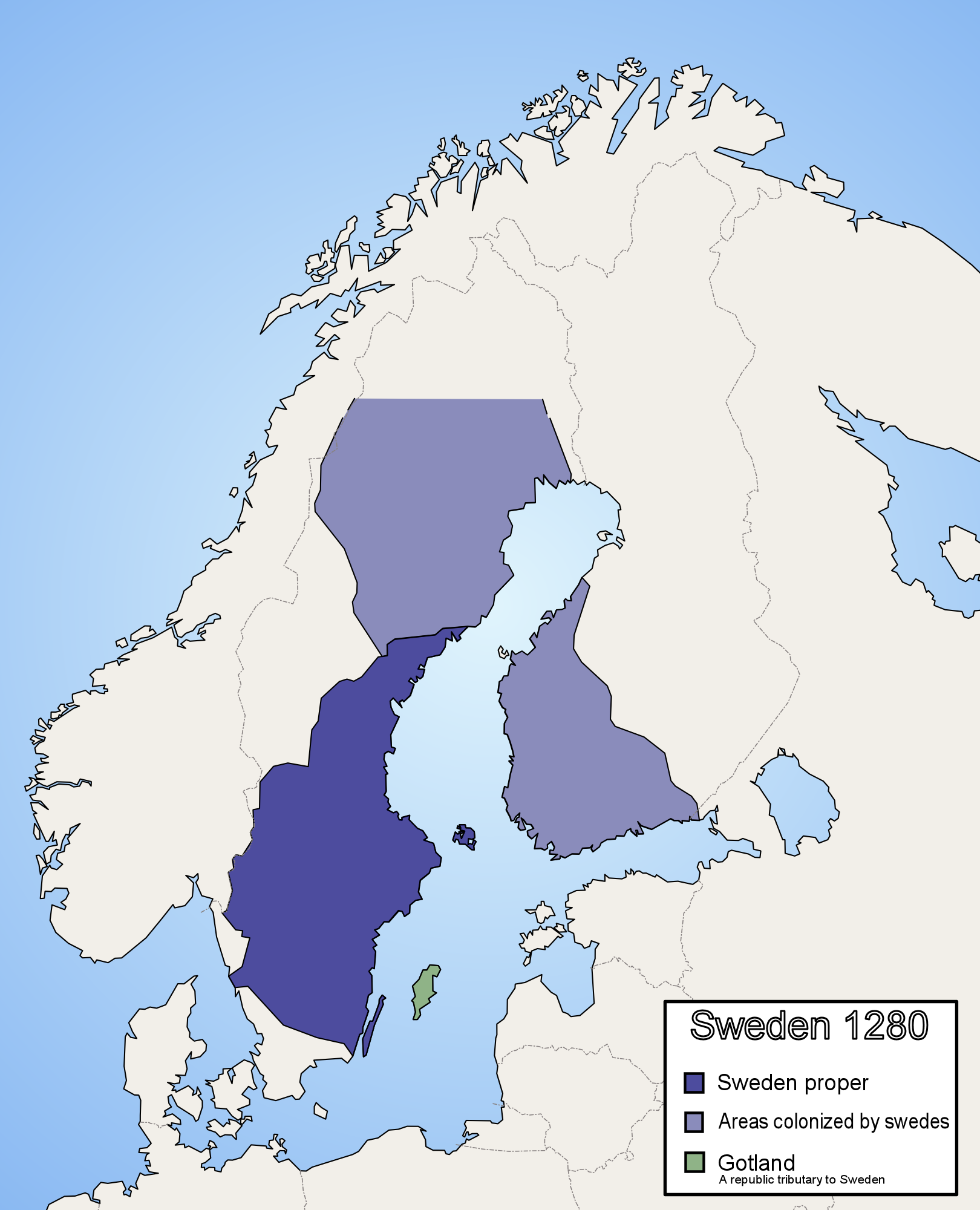
Suprafața Suediei în limitele Scandinaviei în 1280, cu completarea că alipirea nordului, așa cum este ilustrat în imagine, s-a realizat în sec. XVII.

După moartea ultimului rege din dinastia lui Eric, Eric al XI-lea, în 1250, nepotul său, Valdemar Birgersson, a urcat pe tron, chiar dacă tatăl celui din urmă, Birger Jarl, a deținut de fapt puterea în stat, în postura de regent, până la moartea sa în 1266. În această perioadă, membrii familiei regale au primit diferite ducate în stăpânirea lor, ceea ce le-a furnizat o sursă de putere cu care puteau să-l răstoarne pe rege. Valdemar Birgersson a fost înăturat de la tron de fratele său, Magnus Ladulås, al cărui fiu, Birger Magnusson, în cadrul unei dispute cu frații săi, Eric și Valdemar Magnusson, a cauzat ceea ce a rămas cunoscut în literatura istorică drept Banchetul din Nyköping. După ce i-a întemnițat și i-a omorât pe cei doi, Birger a fost la rândul lui înlăturat de la tron. Fiul lui Eric, Magnus Eriksson, a preluat apoi puterea până în momentul în care Albrecht de Mecklenburg l-a răsturnat cu ajutorul unui contingent de nobili.
După 1389 regii danezi devin stăpâni ai Suediei.

### Uniunea de la Kalmar (1397 - 1520)
În 1397, cele 3 țări scandinave: Norvegia, Danemarca și Suedia au fost unite sub un singur rege. Aceasta a fost o uniune personală, nu una politică, și în secolul XV Suedia a rezistat încercărilor de conducere centralizată ale regelui danez, chiar și prin rebeliune armată. Coroana suedeză s-a despărțit în 1521 de această uniune personală cînd viitorul (1523) rege Gustav I al Suediei a devenit regent.

## Epoca modernă
În anul 1521 Suedia se proclamă independentă de Danemarca. Gustav I Eriksson Wasa, conducătorul revoluției devine rege al Suediei. Suedia stăpânea și Finlanda (țara finezilor) la fel cum Danemarca stăpânea Norvegia. Confesiunea luterană asigura țării prosperitatea. În anul 1626 regele Gustav Adolf al II-lea intră în războiul de 30 de ani împotriva Habsburgilor și iese învingǎtor. Suedia devine o mare putere europeană transformând Marea Baltică într-un "lac suedez".

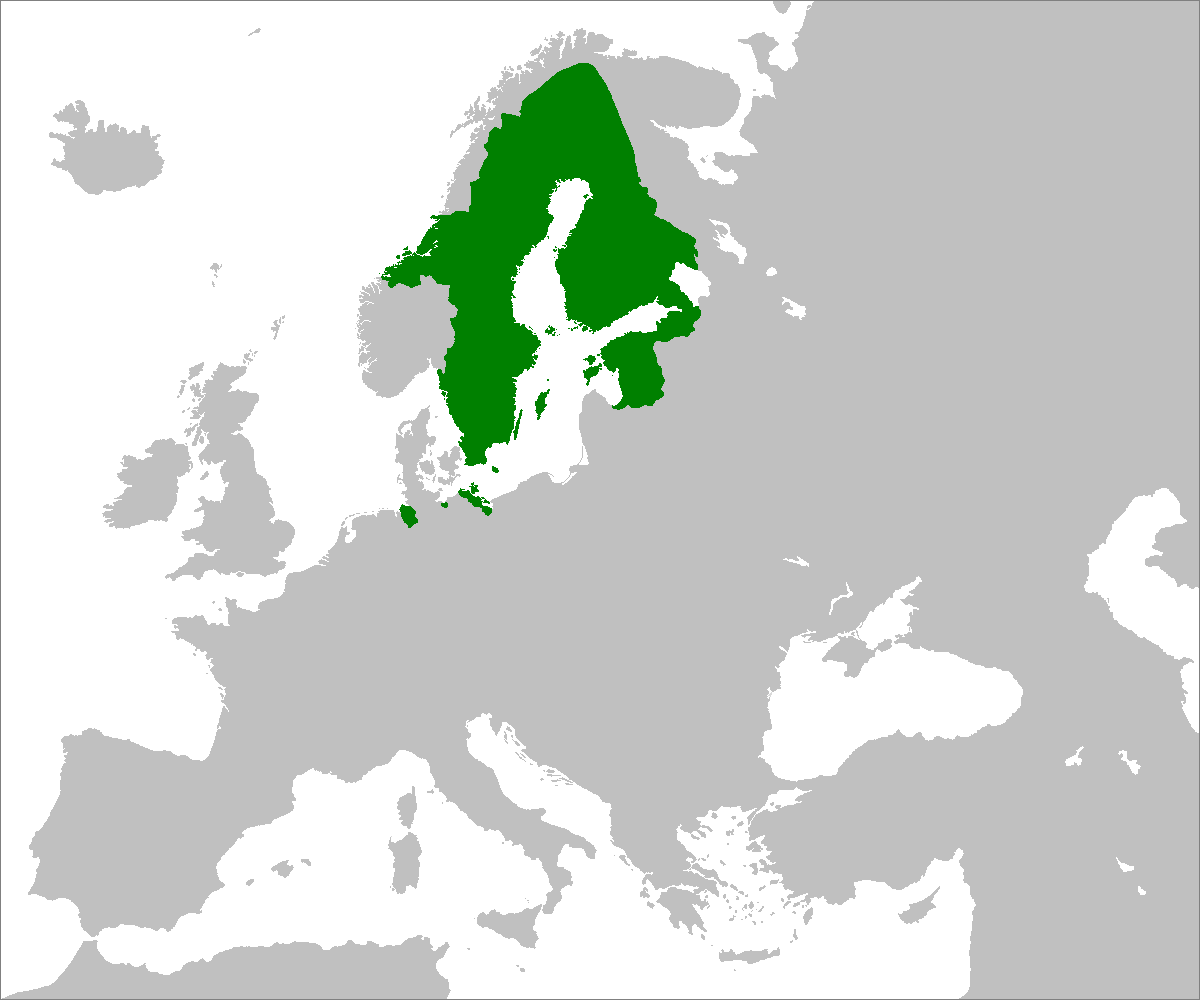
Imperiul Suedez în urma Tratatului de la Roskilde din 1658 (perioada de maximǎ expansiune)

Însă în 1709 și 1720 regele suedez Carol al XII-lea este înfrânt de Petru cel Mare, țarul rus, care a luat hățurile Europei de Nord și în cele din urmă, în 1809, a rupt Finlanda din estul Suediei și a declarat-o Mare Ducat rusesc. Dar regii suedezi nu se descurajează căutând să recucerească poziția în Scandinavia. În 1810 Norvegia, aflată până atunci sub stăpânire daneză este încorporată statului suedez realizându-se o uniune dinastică suedezo-norvegiană. Ultimul război purtat de Suedia a fost împotriva Norvegiei în 1814, ducând la crearea unei uniuni personale cu aceasta din urmă. Uniunea a fost dizolvată în mod pașnic în 1905, Norvegia devenind independentă prin alegerea lui Haakon al VII-lea ca rege norvegian după 95 de ani de stăpânire suedeză.

## Epoca contemporană
Suedia a rămas o țară neutră în timpul celor două războaie mondiale. A continuat să stea nealiniată în timpul Războiului Rece și nu este astăzi membră a nici unei alianțe militare (deși a participat la antrenamentele NATO).